# Lexington (Schiff, 1943)
Die USS Lexington (CV-16) (später CVA-16, CVS-16, CVT-16 und AVT-16) ist ein Flugzeugträger der Essex-Klasse und stand von 1943 bis 1991 im Dienst der United States Navy.

## Geschichte

### Bau und Indienststellung
Der Neubau CV-16 wurde am 15. Juli 1941 auf dem zum Konzern Bethlehem Steel gehörenden Fore River Shipyard in Quincy (Massachusetts) auf Kiel gelegt und sollte auf den Namen Cabot getauft werden. Am 16. Juni 1942 wurde entschieden, zu Ehren der am 8. Mai 1942 im Korallenmeer gesunkenen Lexington auch CV-16 wieder auf den Namen Lexington zu taufen. CV-16 wurde damit das fünfte Schiff der US-Navy mit diesem Namen. Der Name Cabot ging dafür an CVL-28, einen Leichten Flugzeugträger der Independence-Klasse.
Nach dem Stapellauf am 23. September 1942 und der Ausrüstung in den Docks von Boston wurde der Träger im Februar 1943 in Betrieb genommen. Ihre erste Fahrt führte sie durch den Panamakanal in den Pazifik nach Pearl Harbor, wo sie am 9. August 1943 ankam.

### Einsatz im Pazifikkrieg

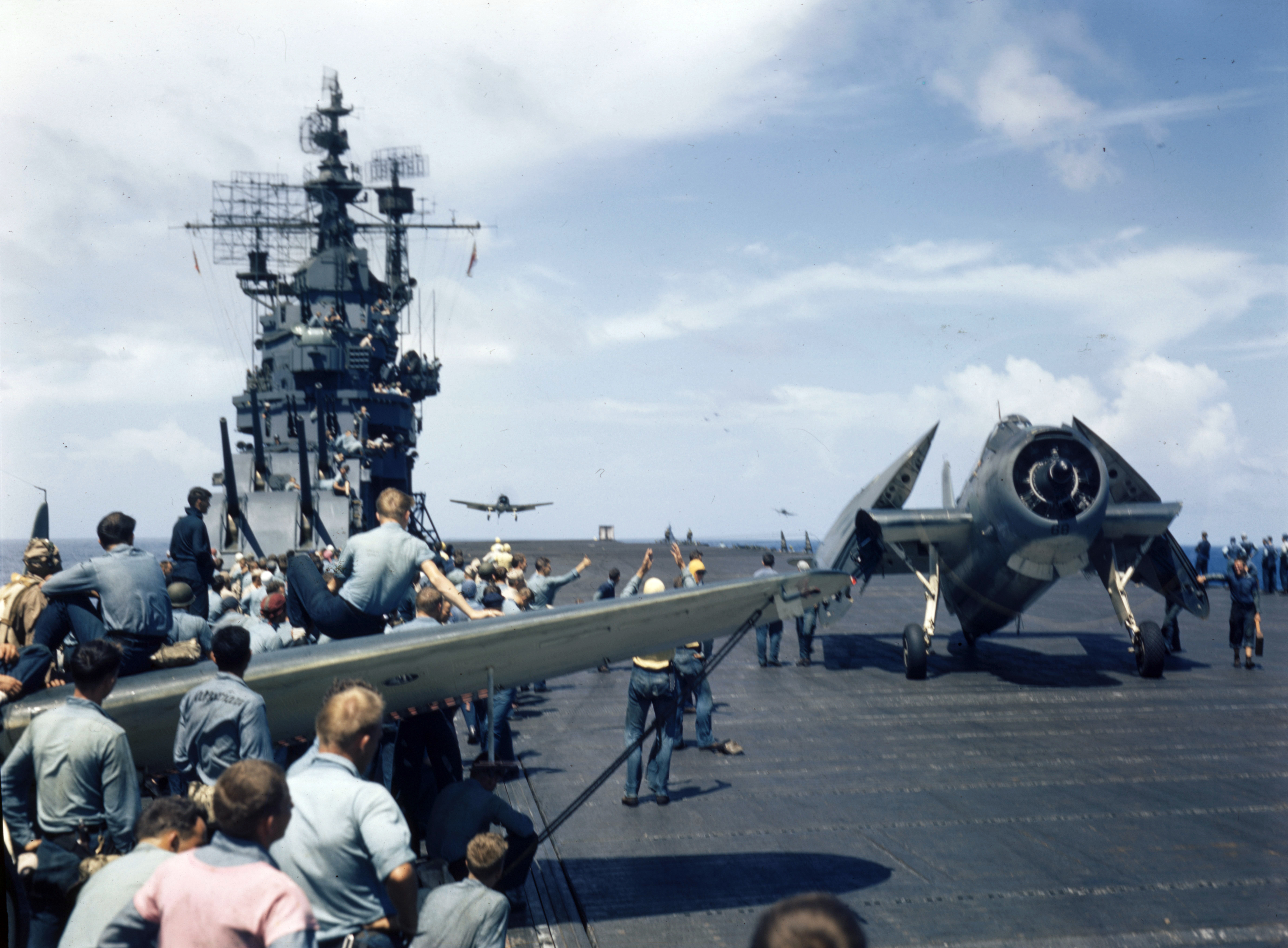
Flugzeuge landen während der Schlacht um die Gilbert-Inseln auf der Lexington

#### 1943
Ihren ersten Kampfeinsatz fuhr die Lexington im September 1943 während der Schlacht um die Gilbert-Inseln und im Oktober beim Angriff auf Wake. Danach kehrte sie zur Aufrüstung nach Pearl Harbor zurück. Vom 19. bis zum 24. November 1943 nahm die Lexington an Unternehmungen teil, um Stützpunkte auf den Gilbert-Inseln zu errichten und um japanische Kräfte bei den Marshallinseln zu zerschlagen. Hierbei schossen ihre Flieger am 23. und 24. November 29 japanische Flugzeuge ab.
Bei den morgendlichen Angriffen des 4. Dezember 1943 auf das Kwajalein-Atoll zerstörten ihre Einheiten ein Frachtschiff, 30 Feindflugzeuge und beschädigten zwei Kreuzer. Gegen Mittag griffen zwei Torpedoflugzeuge an, die jedoch von der Bordartillerie abgeschossen wurden. Gegen 19:20 Uhr traten die Geschütze wieder in Aktion, da ein groß angelegter Luftangriff der Japaner begann. Um 23:22 Uhr erhellten Leuchtfallschirme den Himmel um die Lexington und zehn Minuten später wurde sie auf der Steuerbordseite von einem Torpedo getroffen und an der Ruderanlage beschädigt. Nachdem die Steuerung notdürftig auf Handbetrieb umgebaut wurde, kehrte die Lexington am 9. Dezember zu weiteren Reparaturen nach Pearl Harbor zurück. Sie erreichte anschließend am 22. Dezember Bremerton, Washington, wo sie bis zum 20. Februar 1944 in der Werft blieb.

#### 1944
Wieder voll einsatzfähig fuhr die Lexington dann über Alameda, Kalifornien und Pearl Harbor zum Majuro-Atoll. Im März 1944 war der Träger zurück im Kampfgebiet und nahm während der nächsten Monate an den Kämpfen im Zentral-Pazifik und an der Rückeroberung Neu-Guineas teil. Nach einer Auftaktschlacht bei Mille führte die Task Force 58 Operationen gegen Zentren des japanischen Widerstandes außerhalb Japans durch und unterstützte am 13. April 1944 die Landung auf Hollandia. Am 28. April 1944 nahm die Lexington an den Luftangriffen auf die angeblich unangreifbaren Truk-Inseln teil, wobei ihre Flieger 17 feindliche Flugzeuge abschossen. Trotz schwerer Gegenangriffe wurde der Träger nicht beschädigt, aber dies hielt die japanische Propaganda nicht davon ab, nun zum zweiten Mal nach Kwajalein zu verkünden, die Lexington sei versenkt worden.
Bei einem Überraschungsangriff auf Saipan am 11. Juni gewann die TF 58 die Lufthoheit über die Insel, die dann während der Schlacht um Saipan von den Flugzeugen bombardiert wurde. Am 16. Juni 1944 ging die Lexington wieder einmal unbeschädigt aus einem Gefecht mit auf Guam stationierten japanischen Torpedoflugzeugen hervor, was aber wiederum die Japaner nicht davon abhielt, sie zum dritten Mal als versenkt zu melden.

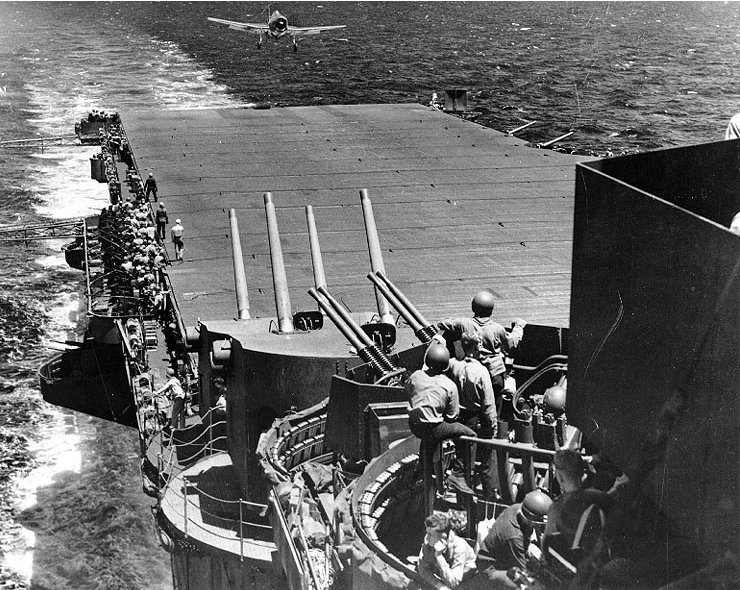
Eine Grumman F6F landet auf der Lexington

Während der Marianen-Operation am 19. und 20. Juni provozierte der japanische Widerstand die Schlacht in der Philippinensee, wobei die Lexington hauptsächlich zum großen Sieg der TF 58 beitrug. Nachdem an den zwei Tagen der Schlacht über 300 Feindflugzeuge zerstört wurden sowie ein Flugzeugträger, ein Tanker und ein Zerstörer gesunken waren, spielte die japanische Marineluftfahrt während des weiteren Kriegsverlaufes keine Rolle mehr. Das Eniwetok-Atoll als Basis nutzend, flogen die Flugzeuge der Lexington Einsätze über Guam und im August während der Schlacht um die Palau-Inseln sowie über den Bonin-Inseln.
Die Lexington erreichte die Karolinen am 6. September und führte drei Tage lang Luftangriffe gegen die Inseln Yap und Ulithi durch. Danach folgten Angriffe auf Mindanao, Visayas und die Umgebung von Manila. Ihre Einsatzgruppen zerstörten am 10. Oktober Stützpunkte auf Okinawa und zwei Tage später auf Formosa. Auch während der Luftschlacht von Formosa blieb die Lexington wieder einmal unbeschädigt.
Während der Absicherung der Landung auf Leyte trugen die Flugzeuge der Lexington maßgeblich zum Sieg der amerikanischen Marine bei der Schlacht im Golf von Leyte bei. Während die US-Flugzeugträger unter fortwährenden feindlichen Angriffen standen, in deren Folge die Princeton sank, unterstützten ihre Flugzeuge die Versenkung des japanischen Schlachtschiffes Musashi am 24. Oktober 1944 und erzielten Treffer auf drei Kreuzern.
Am nächsten Tag wurde mit Unterstützung von Flugzeugen der Essex der japanische Träger Chitose und im Alleingang der Träger Zuikaku versenkt. Später am Tag halfen Flugzeuge der Lexington, einen dritten Flugzeugträger, die Zuiho zu versenken. Während sich die Japaner zurückzogen, verfolgten Torpedobomber der Lexington den schweren Kreuzer Nachi und versenkten ihn mit vier Torpedotreffern am 5. November. Während dieser Aktion wurde die Lexington durch einen Kamikazeangriff an ihren Aufbauten schwer beschädigt. Nach 20 Minuten war der Feuersturm an Deck unter Kontrolle und die Mannschaft war in der Lage, den Flugbetrieb wieder aufzunehmen. Mit ihren Bordgeschützen konnte die Lexington einen Kamikazeangriff auf den Träger Ticonderoga verhindern. Am 9. November erreichte die Lexington den Stützpunkt Ulithi, um dort die entstandenen Schäden zu beheben. „Radio Tokyo“ behauptete erneut, die Lexington sei zerstört.

#### 1945
Nachdem die USS Lexington am 11. Dezember das Flaggschiff der TG 58.2 unter Konteradmiral Davison wurde, griffen ihre Flieger während der ersten neun Tage des Jahres 1945 Flugplätze auf Luzon und Formosa an und trafen dabei auf schwachen feindlichen Widerstand. Die Task Group wurde in das Chinesische Meer verlegt, um dort feindliche Schiffe und Flugplätze anzugreifen. Dort wurden Angriffe gegen Saipan, die Cam Ranh Bay in Indochina, Hongkong, den Pescadoren-Inseln und wieder gegen Formosa geflogen. Die Flugzeuge der TG 58.2 versenkten vier Handelsschiffe sowie vier Begleitschiffe eines Konvois und zerstörten am 12. Januar 1945 weitere zwölf Schiffe eines Konvois in der Camranhbucht.
Das Chinesische Meer am 20. Januar verlassend, fuhr die Lexington nach Norden, um am 21. Januar nochmals Formosa und am 22. Januar Okinawa anzugreifen. Nachdem die TG 58.2 mit neuen Waffen versorgt wurde, verließ sie den Stützpunkt Ulithi am 10. Februar wieder und bombardierte am 16. und 17. Februar 1945 Flugplätze in der Nähe von Tokio, um den Widerstand bei der bevorstehenden Landung am 19. Februar auf Iwojima (Schlacht um Iwojima) zu verringern. Die Flugzeuge der Lexington unterstützten die angreifenden Truppen vom 19. bis zum 22. Februar. Auf ihrem Weg zur Überholung an der Westküste der USA griff sie die japanische Hauptinsel und die südwestlichen Inselgruppen (das Nansei Shoto) an.
Am 22. Mai war sie für weitere Einsätze bereit und wurde über Alameda und Pearl Harbor zur San-Pedro-Bucht, Leyte in den Pazifik verlegt. Dort trat sie der Task Group 38.1 bei. Nach einer Versorgung am 7. und 8. Juli griffen die Träger am 10. Juli mit 1022 Flugzeugen den Raum Tokio an; den Schwerpunkt bildeten die japanischen Luftbasen. Später steuerten die drei Kampfgruppen nach Norden und versorgten sich am 12. Juli ostwärts der Tsugaru-Straße; wegen der Wetterlage wurde der am 13. Juli geplante Angriff verschoben. Am 14. Juli starteten 1391 Flugzeuge gegen Ziele in Nord-Honshu und Süd-Hokkaido und gegen den Fährverkehr in der Tsugaru-Straße. Am 15. Juli wurden die Angriffe wiederholt.
Nachdem die japanische Kapitulation unterschrieben wurde, warf die letzte Angriffswelle ihre Bomben ins Wasser und kehrte zur Lexington zurück.
Nach dem Ende der Feindseligkeiten patrouillierten ihre Flugzeuge über Japan und setzten Versorgungsgüter über den Kriegsgefangenenlagern auf Honshu ab. Sie unterstützte die Besetzung von Japan, bis sie die Bucht von Tokio am 3. Dezember 1945 verließ, um während der Operation Magic Carpet US-Soldaten nach San Francisco zu bringen, wo sie am 16. Dezember ankam.

### Nach dem Zweiten Weltkrieg
Nach einigen Unternehmungen an der Westküste wurde die Lexington in Bremerton, Washington am 23. April 1947 außer Dienst gestellt und dort der Reserveflotte zugeteilt. Am 1. Oktober 1952 wurde sie zum Angriffs-Flugzeugträger CVA-16 umklassifiziert. Dann begann ab dem 1. September 1953 der Umbau und die Modernisierung in der Puget Sound Navy Yard nach den Entwürfen SCB-27C und SCB-125 (SCB = Ship Construction Board).

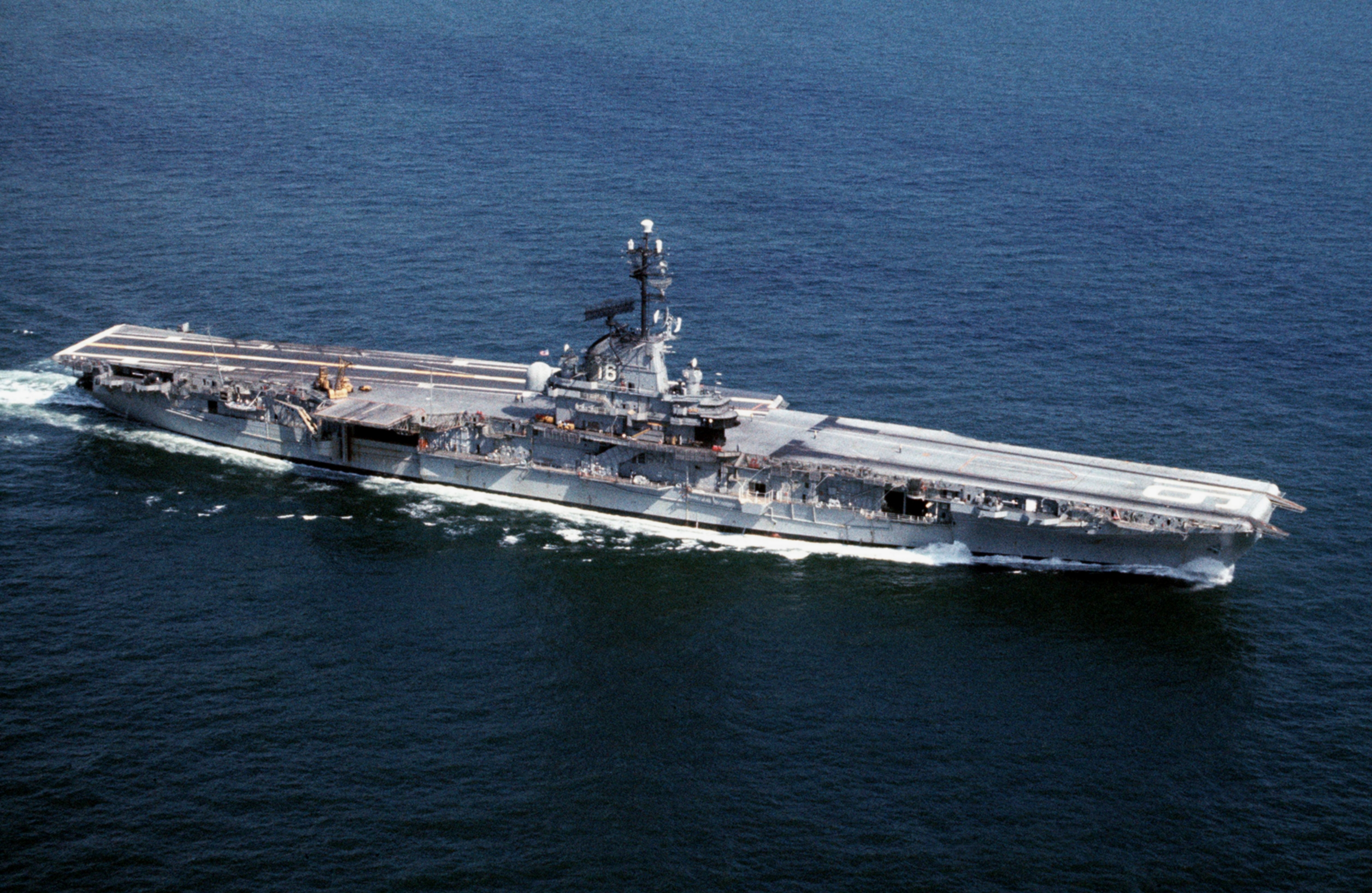
Die Lexington in den 1960er Jahren.

Die Lexington wurde am 15. August 1955 unter Capt. A. S. Heyward, Jr. wieder in Dienst gestellt. Jetzt mit abgewinkeltem Flugdeck, Dampfkatapulten und zahlreichen anderen Verbesserungen ausgerüstet, um leistungsstarke Flugzeuge unterzubringen. Von ihrem neuen Heimathafen San Diego aus nahm sie ab Mai 1956 an einem sechsmonatigen Einsatz der 7. Flotte teil.
Von einem Stützpunkt auf Yokosuka aus führte sie Übungen, Manöver, Such- und Rettungsmissionen an der Küste von China durch und galt dort als größter fernöstlicher Hafen bis zu ihrer Rückkehr nach San Diego am 20. Dezember 1956. Dort wurde auf ihr die Air Group 12 ausgebildet, die ihren nächsten Einsatz zusammen mit der 7. Flotte hatte.
Am 1. Juni 1957 wieder in Yokosuka angekommen, war die Lexington das Flaggschiff von Konteradmiral H.D. Riley, Kommandeur der 1. Träger-Division, bis sie am 17. Oktober nach San Diego zurückkehrte. Nach einer weiteren Überholung in Bremerton wurde ihr Einsatz als Ausbildungsträger durch die Libanon-Krise unterbrochen. Am 14. Juli 1958 wurde sie nach San Francisco beordert, um dort die Air Group 21 an Bord zu nehmen und dann zur Verstärkung der 7. Flotte nach Taiwan zu verlegen. Sie erreichte ihr Ziel am 7. August. Nachdem diese friedenssichernde Mission der U.S. Navy erfolgreich durchgeführt worden war, kehrte sie am 19. Dezember nach San Diego zurück.
Als erster Träger, dessen Flugzeuge mit Luft-Boden-Raketen vom Typ AGM-12 Bullpup bewaffnet wurden, verließ die Lexington San Francisco am 26. April 1959 für einen weiteren Einsatz mit der 7. Flotte.
Sie war während der lateinamerikanischen Krise vom späten August bis September 1959 in Bereitschaft und führte danach mit britischen Einheiten Übungen durch, bevor sie Yokosuka am 16. November verließ, um am 2. Dezember wieder nach San Diego zurückzukehren.

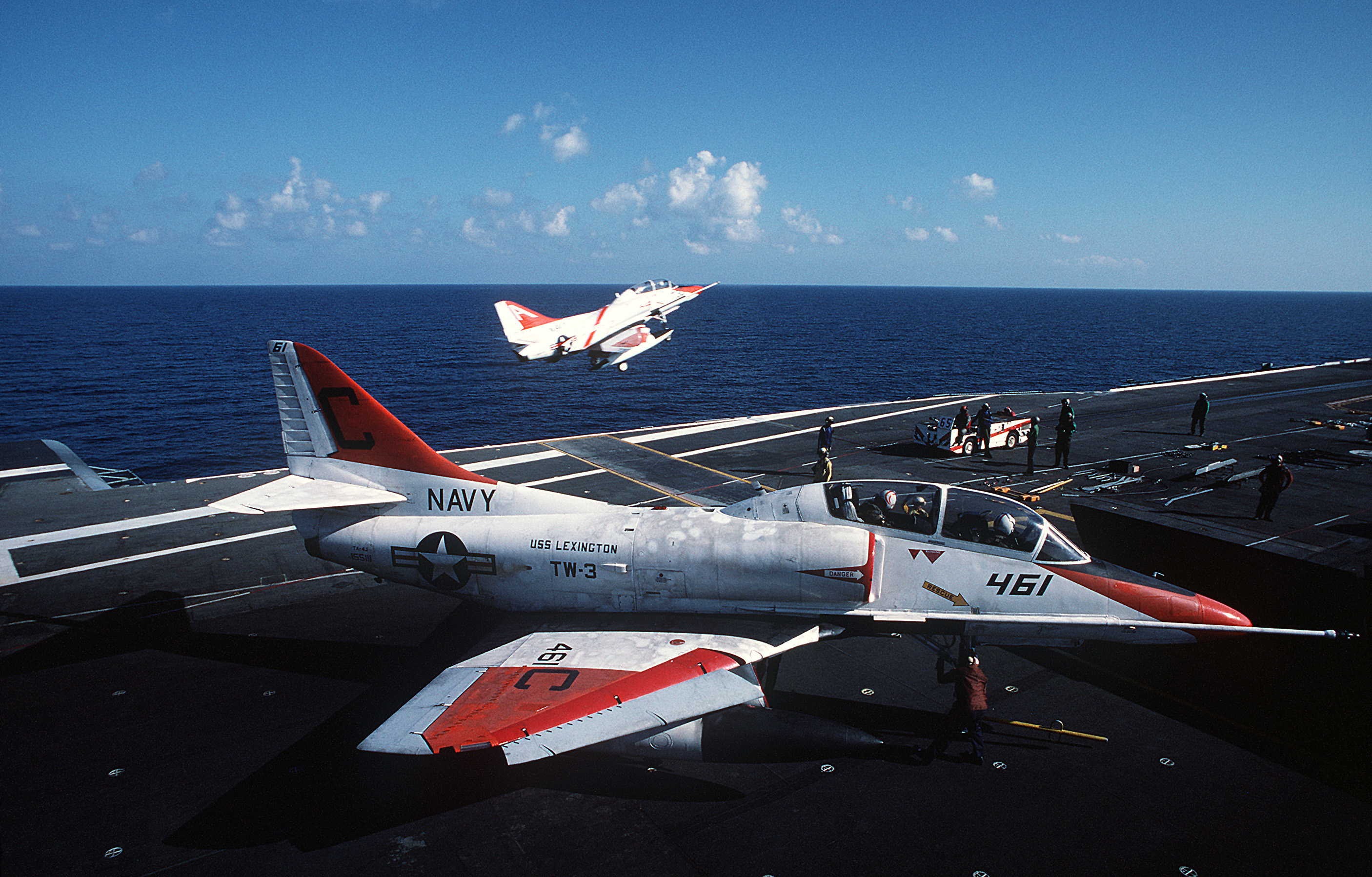
Eine zweisitzige Ausbildungsversion der Douglas Skyhawk an Deck der Lexington 1989

Im Frühjahr des Jahres 1960 wurde sie in der Puget Sound Marinewerft überholt.
Die nächste Fahrt der Lexington in den Fernen Osten begann in der zweiten Jahreshälfte und verlängerte sich wegen erneuter Spannungen in Laos bis in das Jahr 1961.
Von den Operationen an der Westküste zurückgekehrt, wurde sie im Januar 1962 in den Atlantik verlegt, um dort die Antietam als Ausbildungsflugzeugträger im Golf von Mexiko zu ersetzen. Am 1. Oktober 1962 wurde die Lexington zum U-Jagd-Träger (CVS-16) umklassifiziert, blieb aber noch während der Kubakrise für einige Monate als Angriffs-Flugzeugträger im Einsatz. Es dauerte noch bis zum 29. Dezember 1963, bevor sie dann die Aufgaben der Antietam als Ausbildungsflugzeugträger von ihrem neuen Stützpunkt in Pensacola aus übernahm.
Fast dreißig Jahre operierte die Lexington von ihrem Stützpunkt Pensacola, aber auch von Corpus Christi und New Orleans aus im Golf von Mexiko. Sie stellte eine seetüchtige Trainingsplattform für angehende und erfahrene Marineflieger dar. Am 17. Oktober 1967 wurde auf der Lexington die 200.000. Landung durchgeführt. Im Januar 1969 wurde sie als Schulträger in CVT-16 und weitere neun Jahre später in AVT-16 (Auxiliary Aircraft Landing Training Ship – Schulflugzeugträger) umklassifiziert. Schließlich wurde die USS Lexington nach 48 Jahren Dienstzeit am 8. November 1991 außer Dienst gestellt.

### Außerdienststellung und Verbleib

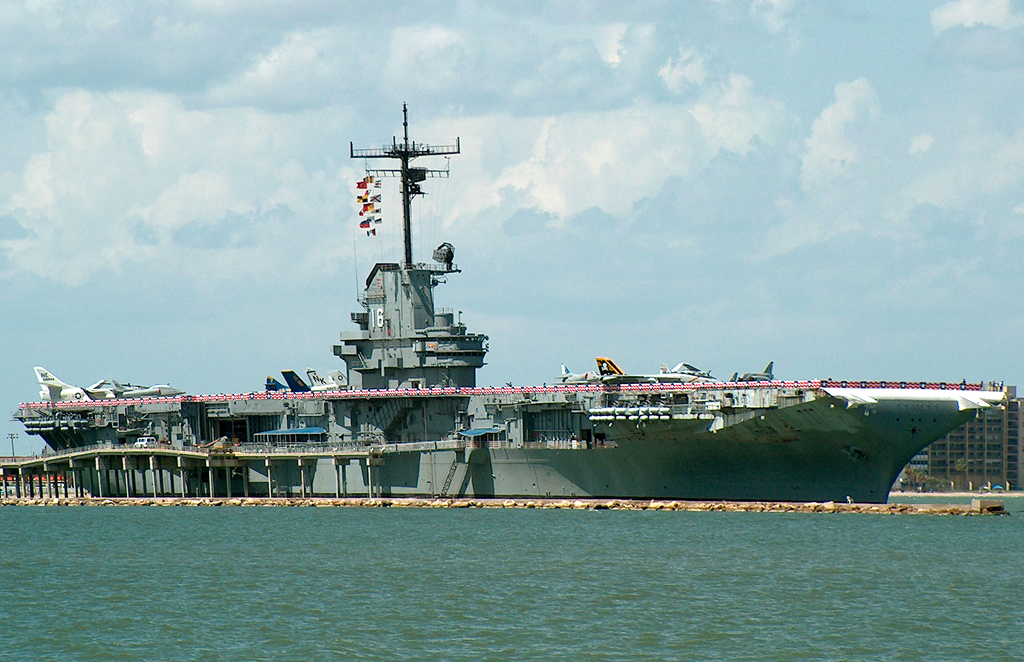
Lexington in Corpus Christi, gelistet im NRHP mit der Nr. 03001043

Die USS Lexington war der letzte Flugzeugträger der Essex-Klasse, der im Naval Vessel Register der US-Marine registriert war. Auf ihr wurden die meisten Flugzeuglandungen gezählt, die je auf einem Träger durchgeführt wurden: 493.248 insgesamt.
Am 15. Juni 1992 wurde die USS Lexington einer privaten Organisation übergeben und liegt seitdem als Museumsschiff in Corpus Christi, Texas auf der Position 27° 48′ 54″ N, 97° 23′ 19″ W. Im Juli 2003 wurde das Schiff als Struktur in das National Register of Historic Places eingetragen und zu einem National Historic Landmark erklärt.
Die Lexington erhielt das „Presidential Unit Citation“ und elf „battle stars for World War II service“.